# هيروشي ناكامورا (مؤرخ)
هيروشي ناكامورا (باليابانية: 中村拓؛ بالكانا: なかむら ひろし) هو عالم كيمياء حيوية ومؤرخ ياباني، ولد في 25 مارس 1890 في داتا في اليابان، وتوفي في 7 فبراير 1974 في طوكيو في اليابان.